# Platin(IV)-iodid
Platin(IV)-iodid ist eine anorganische chemische Verbindung des Platins aus der Gruppe der Iodide.

## Gewinnung und Darstellung
Platin(IV)-iodid kann durch Reaktion von Platin mit Iod und Kaliumiodid oder durch Reaktion von Hexachloridoplatinsäure mit Iodwasserstoffsäure oder einer Natriumiodidlösung gewonnen werden.

## Eigenschaften
Platin(IV)-iodid ist ein Feststoff, der sich in Wasser zersetzt. Er ist löslich in Ethanol, Aceton und flüssigem Ammoniak. Von der Verbindung sind drei Modifikationen bekannt, eine weniger stabile, bei tiefer Temperatur entstehende, kubisch kristallisierende und zwei stabilere Formen, die eine orthorhombische und tetragonale Kristallstruktur haben. Die Verbindung geht im offenen System bei etwa 300 °C in Platin(II,III)-iodid Pt3I8, im geschlossenen System (eigener Iod-Zersetzungsdruck) in Platin(III)-iodid über.